# ファディ・エル・ハティブ
ファディ・エル・ハティブ（アラビア語: فادي الخطيب、英語: Fadi El Khatib、1979年1月1日 - ）は、レバノン・ベイルート出身のバスケットボール選手である。レバノンバスケ史最高のプレイヤーの呼び声が高い。

## 来歴
1997年よりサジェッセ・ベイルートで7年プレー。その間NBAにも挑戦し、ロサンゼルス・クリッパーズとは10日間契約に至るもプレーすることなく帰国。
2004年、シリアのチームに移籍。
2006年には、ブルースターズ、2007年にはウクライナの強豪チェルカースィに移籍し、現在は三度母国に戻り、アル・リヤディ・ベイルートでプレーしている。

### レバノン代表
レバノン代表でも長きに渡り主力として活躍。2002年と2006年の世界選手権にも出場。2006年大会では平均得点18.8を記録した。
2007年アジア選手権ではイランに敗れ準優勝ながら北京オリンピック世界最終予選出場に導いた。